# Романов, Роальд Леонидович
Роальд Леонидович Романов (род. 28 декабря 1933, Борисов, Белорусская ССР - ушел из жизни 7 июня 2020, Москва, Россия) — участник Великой Отечественной войны, связной партизанского Смоленского полка О. Н. И. Ф. Садчикова с ноября 1942 г. по май 1944 г. и воспитанник 145-й дивизии 43-й армии с июня 1944 г. по ноябрь 1944 г. Слесарь-монтажник, техник-строитель, инженер-строитель, технолог-реставратор, изобретатель СССР, Почетный изобретатель Европы, лауреат Государственной премии Латвии. Доктор технических наук, философии и искусствоведения, академик ЕАЕС, автор изобретений, научных работ, книг о строительстве, истории Руси и Беларуси, архитектуре, войне

## Семья
Роальд Леонидович Романов родился 28 декабря 1933 года в городе Борисове Минской области Белорусской ССР.
Мать — Эсфирь Соломоновна Романова (в девичестве Кац), учительница русского, белорусского и немецкого языка. Ее отец (дед Роальда Леонидовича) до революции был купцом первой гильдии, владельцем кожевенно-обувных производств. После революции работал мастером по выделке кожи, скончался незадолго до войны.
Отец, Леонид Федорович Романов, был географом и сына назвал в честь норвежского путешественника, первооткрывателя Южного полюса, Роальда Амундсена.
Дед по отцовской линии, Федор Михайлович Романов (незаконнорожденный сын великого князя Константина Константиновича Романова), военфельдшер до революции, главврач Черейской больницы, врач Смоленского партизанского полка в 1943—1944 гг. 
Брат — Федор Леонидович Романов. Сестра —  Елена Леонидовна Романова.

## Война
Летом 1941 г. Роальд (все называли его Алик) приехал с родителями в местечко Черея (Чашникский р-н Витебской обл.), где работал в больнице главврачом его дед. 5 июля немецкие войска вошли в Черею. Алик — Роальд хранит дневник деда-врача с воспоминаниями о «Новом порядке» в Черейской «Управе», созданной бывшим активом Черейского сельсовета и колхоза «Колос»:
«… Многие вчерашние колхозники проявляли радость по поводу прихода новой власти немецкой, тешили себя надеждой, что колхозам больше не быть, что они заживут по старинушке, будут иметь свои полоски, лошадей, коров и прочее. Им казалось, что Германия настолько богата, что не потребует с них ни хлеба, ни мяса, ни проч. продуктов. Колхозный инвентарь быстро перекочевал к более сильным и нахальным. Вместо колхоза организовали пятидворки и бригадиры колхоза „Колос“… быстро приспособились к немецким пятидворкам. У них лошади и инвентарь колхоза, хлеб, свиньи, телята и поросята из колхозных амбаров и ферм, у них море самогонки после русской водки. Но это у них и им подобных, а настоящие труженики полей остались без хлеба» — писал в дневнике врач Романов Федор Михайлович.
Практически все евреи в Черее (около 60 % населения поселка) были расстреляны, их дома и синагога разграблены. В постоянной опасности находилась и жизнь мамы Роальда Леонидовича.

После прихода немцев Ф. М. Романов продолжал работать в больнице: 
«Отступая, наша армия, оставляла много раненых, их на телегах крестьяне привозили к деду, Но в больнице остались только две медсестры (медики разбрелись по домам до окончания войны). Лечить раненых помогала деду вся его семья. Встав на ноги, бойцы уходили в соседние деревни, но для перевязок им нужен был йод, марганцовка и по поручению матери (активно помогавшей деду в лечении раненых), я относил им медикаменты нужные для лечения. Немцы их давали деду, а мы передавали „своим“ раненым и возникавшим партизанским группам» — вспоминает Р. Л. Романов.
«Однажды во двор больницы въехало несколько санитарных машин с врачом и санитарами… Избежав встречи с врачом, я зашел в палаты и сказал раненым уходить из больницы через окна, кто может. Ушло 11, а 11 тяжело раненых остались на месте. Врач мне заявил, что они забирают раненых в Толочин и оттуда эвакуируют в госпиталь Вильно. Мы просили оставить раненых в больнице, но врач уверял, что бояться нам за их судьбу не надо, их будут лечить наравне с немецкими солдатами. Раненых переодели в чистое белье, завернули в простыни и одеяла, снабдили продуктами в дорогу. Только после этого врач приказал их выносить. Бережно немецкие санитары укладывали раненых на носилки, бережно их закрепляли в машинах» — писал в дневнике врач Романов Ф.М. 
По мнению Р. Романова — немцы «проявили милосердие» и где-то за Череей раненых уничтожили. Осенью 1943 года в Черейскую больницу привезли взятых в плен раненых партизан полка Садчикова, — при участии Ф. М. Романова их вывезли на телегах ночью в расположение полка. За это Романовы были приговорены к уничтожению, но когда Черейские полицаи везли в Чашники врача Федора Михайловича, его отбил Смоленский полк И. Ф. Садчикова. Вскоре Алик вместе с отцом и мамой оказался в Смоленском полку И. Ф. Садчикова и дед стал врачом 4-го батальона, отец командиром отделения противотанковых ружей, мама стала корректором и техническим редактором партизанской газеты «Народный мститель», а десятилетний Алик посыльным, связным (разносил в батальоны и соседние деревни газеты, листовки, записки).
«Особую роль в освобождении Череи сыграл доктор Федор Михайлович Романов — не только отличный терапевт и хирург, но и мужественный человек. Сын его Леня был женат на местной учительнице еврейке Фире, типичном представителе своего этноса. Семья Романовых в полном составе поступила в наш полк. Леню, весельчака и гитариста, зачислили в один из создаваемых отрядов, а Фиру направили в нашу редакцию на должность корректора. Их сын Алик стал сыном полка, был словоохотлив, любознателен. Когда его спрашивали, кто он, то на полном серьезе отвечал: „Папа у меня русский, мама еврейка, а я белорус“».- вспоминал поле войны художник газеты «Народный мститель», академик Виктор Александрович Громыко 
В марте 1944 года крупномасштабная операция врага загнала партизан в лесные болота, но 
«Полк выстоял, несмотря на слабое вооружение. Только нашим батальоном подожжено 2 танка, один из которых на счету моего сына Леонида», — писал дед. За этот подвиг отец был представлен к ордену Отечественной войны. Приказ был зачитан перед строем, но награждение не состоялось. Оскорбленный отец переживал несправедливость до своей кончины". вспоминал Федор Михайлович
.В мае 1944 года полк Садчикова вырывался из окружения для соединения с частями регулярной Красной армией, но первая попытка оказалась неудачной — передовая часть прорыва в полк не вернулась. Дед, мать и Роальд считали Леонида Федоровича погибшим в том бою, но его отец с партизанами первого прорыва вырвались из немецкого окружения.
 
"Нам пришлось прорываться по простреливаемому открытому, освещенному подожженными домами полю. Рядом с матерью разорвалась мина, и осколок прошил ей шею. В кармане куртки, доставшейся мне от смертельно раненной жены командира полка, был перевязочный пакет. Я перебинтовал ей голову. Мать не могла встать на ноги. Позже дед написал: "Невестка была легко ранена в шею, но потеря крови и нервное потрясение при полном отсутствии еды ослабили ее. Приходилось вести под руки или прибегать к носилкам. Я не мог оказать ей помощи, поскольку еле передвигался сам. Наш бедный Алик остался по ту сторону дороги в болоте.
А затем совершенно обессилевшая моя мама, оставшись одна, без мужа, сына и свекра, утратила рассудок. В эти часы ее увидел известный журналист А. Д. Серада. В книге «Слово солдата» через десятилетия он напишет: «Вокруг леса шли бои, особенно сильные там, где находились Смоленский полк И. Ф. Садчикова и бригада им. П. К. Пономаренко. Мы все хорошо знали, что если ночью не прорвемся из окружения, то через день-два гитлеровцы уничтожат нас. Неожиданно на просеку выскочила молодая женщина с растрепанными волосами. Она бежала на край леса и кричала: „Там мой сын! Там мой сын!“. Партизаны пытались ее удержать, но, с неожиданной силой сверкнув безумными глазами, она вырвалась и побежала дальше, выкрикивая одну и ту же фразу: „Там мой сын!“». Из воспоминаний Р. Л. Романова
О том, что его родители останутся живы Роальд Леонидович, узнает только под Кеннигсбергом, а в мае 1944 года, он оглушённый взрывом отстает от полка и 8 мая был задержан немцами. Обыскав карманы куртки, найдя патроны, два взрывателя, они увезли Алика в Лепельский концлагерь и после допросов начали брать кровь прямым переливанием для раненных немецких солдат. Сбежав из лагеря, Алик шел лесами вдоль дорог в сторону Витебска и встретил разведчиков из 145-й дивизии 43-й армии. С ними перешел линию фронта и стал воспитанником 145-й дивизии, был ординарцем офицера связи, но после ранения в ногу под Мемелем его подлечивают в медсанбате и переводят барабанщиком в музыкальный взвод. В Кёнигсберге Роальда-Алика серьёзно ранит в руку и в ногу, и получив направление в Суворовское училище (14 ноября 1944 г .) после госпиталя, был отправлен в Борисов, по месту жительства родителей.
За участие в войне Роальд Леонидович Романов награждён орденом «Отечественной войны» (2-й ст.) и медалями: «За отвагу», «За взятие Кёнигсберга», «За победу над Германией», «Партизану Отечественной войны»   II степени..и другими наградами. Эти сведения, взятые со слов РЛ Романова, не могут не вызвать скепсис, поскольку на момент окончания войны Романову РЛ было только 11 лет. Вызывает сомнение и его воинское звание "капитан", так как во время войны он его получить не мог (сыны полка офицерские звания не получали), а  после войны он не проходил сверхсрочную службу. Окончившие вуз, имеющий военную кафедру, получали звание "младший лейтенант".

## После войны
В сентябре 1945 года Роальд поступил в 3-й класс 4-й Борисовской средней школы (умел хорошо читать и писать). В 1950 году окончил семилетку в Поречье (Гродненский р-он, БССР) и поехал в Ригу поступать в мореходное училище. Но отличные оценки и имеющееся направление в Суворовское училище, не помогли поступить в Рижскую «Мореходку», он начал работать монтажником Рижского управления «Стальмонтаж». В сентябре 1950 г. поступил в Рижский строительный техникум на отделение «Изготовление и монтаж стальных конструкций», в 1952 г. был призван в армию. Служил в десантной части, где стал радистом первого класса, сержантом. После демобилизации вернулся в Ригу, работал в «Стальмонтаже», в 1957 году с отличием окончил Рижский строительный техникум и был направлен в Горьковское управление «Стальмонтаж», где работал бригадиром, мастером, прорабом, руководителем проектной группы. В 1957 г. поступил и в 1964 г. окончил заочное отделение ПГС ГИСИ, по рекомендации «Сахалинэнерго» направлен в «Сахалинморстрой», а после строительства станции Оноры переведен в Тамбовсовхозстрой, где работал главным инженером Кирсановского СМУ, Мичуринского ПМК — 289. В 1966 г. переведен в Гродно, где был назначен начальником участка на строительстве «Капролактама», затем директором Гродненского завода ЖБИ, начальником гродненского управления «Белспецмонтажстрой». Во время «венгерских событий» был призван в армию, командовал саперной ротой. В 1970 г. переведен в Ригу, где награжден медалью «За Доблестный труд» за строительство Рижского Дворца спорта, получив благодарность ЦК партии Латвии. Защитив кандидатскую диссертацию (1963 г.), переведен в Москву (1985 г.) заместителем директора ЦНИИЭП жилища по науке и начальником ЦПЭБ Госстроя СССР, затем был Председателем «Стройтехнологии при Госстрое СССР» и зав. лаб. ЦМИПКС.
Запатентовал свыше 36 изобретений и научно-технических разработок в области строительства (армирование железобетонных строительных конструкций, разработки и реализации типовых проектов жилых зданий, специальных дорожных покрытий и т. д.)
Лауреат Государственной премии Латвийской ССР.
1984 г. кандидат технических наук
2001 г. — доктор технических наук
2008 г. — доктор искусствоведения.
Более 30 лет руководил восстановлением церквей и других памятников архитектуры, исследовал и реставрировал Троицкую церковь в Риге, Крестовоздвиженскую в Москве, Коложу — в Гродно, Михайловский храм в Черее.
Большое внимание в своих исследованиях Роальд Леонидович уделял Черее, где прошло его детство, что подробно описал в своих почти 50-ти научных и научно-популярных работах. Среди них — книги «Памятники культуры Белой Руси. Правда и вымысел» (2000) и «Царьград Черея: свидетельствуют памятники Белой Руси» (2007), статьи в минских журналах «Беларуская мінуўшчына» и «Мастацтва».
В последние годы Роальд Леонидович практически все свободное время посвящает изучению и сохранению памяти о партизанском движении в России и Белоруссии, публикации воспоминаний соратников.